# Liste des épisodes de Umineko no naku koro ni
 (mars 2025).
Cet article présente la liste des épisodes de Umineko no Naku Koro ni, l'anime basé sur les quatre premiers épisodes du visual novel Umineko no naku koro ni. L'anime a été produit par le studio d'animation Studio Deen sous la direction de Chiaki Kon. 
On trouve Toshifumi Kawase au poste de scénariste et Yōko Kikuchi au poste de character designer, basant leurs travaux sur ceux de Ryūkishi07, l'auteur de l'histoire originale. 
La première diffusion de l'anime au Japon a eu lieu entre le 2 juillet 2009 et le 24 décembre 2009 sur la chaîne Chiba TV, puis plus tard sur d'autres chaînes. 
Les 26 épisodes seront distribués au Japon en une compilation de 13 DVD et Disques Blu-ray entre le 23 octobre 2009 et octobre 2010.
Les titres des épisodes de l'anime font pour la plupart référence à des termes utilisés dans le jeu d'échecs.

## Liste des épisodes
| No | Titre français                            | Titre japonais | Titre japonais                  | Date de 1re diffusion |
| No | Titre français                            | Kanji          | Rōmaji                          | Date de 1re diffusion |
| --- | ----------------------------------------- | -------------- | ------------------------------- | --------------------- |
| 01 | Episode I-I Ouverture                     |                | Episode I-I Opening             | 2 juillet 2009        |
| La famille Ushiromiya se réunit sur Rokkenjima, une petite île au large des côtes du Japon, pour leur conférence annuelle et afin de négocier le partage de l'héritage du chef de la famille souffrant, Kinzo, parmi ses enfants et leurs conjoints. Battler, qui n'avait plus participé à la conférence depuis six ans, remarque un nouveau tableau exposé dans l'entrée du manoir. Il est informé qu'il s'agit du portrait de la "Sorcière Dorée" Béatrice, qui serait apparemment la source de la richesse de Kinzo et aussi quelqu'un que ce dernier désire plus que tout retrouver. Battler ne croit cependant pas en la magie ou aux sorcières et doute de son existence. Un typhon s'approche de l'île et Maria est laissée seule dans le jardin par sa mère alors qu'elle cherchait une rose fanée qui avait été marquée par George. Lorsqu'il commence à pleuvoir, Battler, Jessica, George et Rosa sortent du manoir pour retrouver Maria avec un parapluie qu'elle n'avait pas auparavant. Maria affirme alors que c'est Béatrice qui le lui a donné. |                                           |                |                                 |                       |
| 02 | Episode I-II Premier coup                 |                | Episode I-II First Move         | 9 juillet 2009        |
| Pendant le dîner, personne n'admet avoir donné un parapluie à Maria. Ils se demandent alors s'il y a une 19e personne sur l'île en plus de la famille et des serviteurs. À la fin du repas, Maria lit une lettre qu'elle affirme avoir reçue de Béatrice plus tôt. La lettre dit que Béatrice prendra tout ce qui appartient à la famille Ushiromiya si personne ne résout l'épitaphe cryptée de la sorcière qui se trouve sous son tableau. Plus tard, George demande Shannon en mariage et lui demande de lui répondre le jour d'après en portant la bague. Le lendemain matin, Krauss, Rudolf, Rosa, Kyrie, Shannon et Gohda sont portés disparus et les lignes téléphoniques sont inutilisables. Natsuhi est informée qu'un symbole étrange est dessiné sur la cabane à outils. Alors que les adultes enquêtent sur ce point, Battler, Jessica et George les rejoignent et découvrent les disparus morts et brutalement amochés dans la cabane, Shannon portant la bague de George. |                                           |                |                                 |                       |
| 03 | Episode I-III Coup douteux                |                | Episode I-III Dubious Move      | 16 juillet 2009       |
| Alors qu'ils essayent de comprendre ce qui s'est passé, les survivants découvrent que leur radio ne fonctionne pas, les laissant alors isolés sur l'île avec le coupable jusqu'à ce que le typhon s'éloigne. Ils découvrent aussi que Kinzo a lui aussi disparu. Battler et le reste de la famille émettent la théorie qu'une des 18 personnes présentes sur l'île se fait passer pour Béatrice dans le but de récupérer l'héritage de Kinzo. Les suspects principaux sont les serviteurs, qui ont accès à tout le manoir grâce à leurs passe-partout; Natsuhi, qui était la dernière personne à parler avec Kinzo; et Eva, qui est la personne dont les meurtres profiteraient le plus. Cependant, après une dispute tendue entre Natsuhi et Eva, ils n'arrivent à aucune conclusion et retournent dans leurs chambres. Plus tard, Eva et Hideyoshi sont retrouvés morts dans leur chambre fermée à clef. |                                           |                |                                 |                       |
| 04 | Episode I-IV Gaffe                        |                | Episode I-IV Blunder            | 23 juillet 2009       |
| Tout le monde essayait de déterminer comment Eva et Hideyoshi ont pu être tués lorsqu'une odeur étrange a commencé à se répandre dans le manoir. Kanon part examiner la chaufferie avec Kumasawa, mais il est blessé mortellement au bout du compte. Le reste de la famille arrive sur les lieux et découvre un Kanon mourant, ainsi que le corps partiellement incinéré de Kinzo. Les survivants décident de se cacher dans le bureau de Kinzo, qui devrait être la salle la plus sûre du manoir. Cependant, après y être entré, une lettre de Béatrice apparaît mystérieusement. Puisque Genji, Nanjo, Kumasawa ou Maria sont les seuls suspects ayant pu poser la lettre, Natsuhi les force à sortir du bureau. Plus tard dans la nuit, le téléphone sonne et l'on peut entendre Maria chanter à l'autre bout. Natsuhi, Battler, George et Jessica se ruent au rez-de-chaussée pour découvrir Genji, Nanjo et Kumasawa assassinés et une Maria debout dans un coin de la salle, toujours en train de chanter. |                                           |                |                                 |                       |
| 05 | Episode I-V Mat du sot                    |                | Episode I-V Fool's Mate         | 30 juillet 2009       |
| Etant acculée de question sur les meurtres, Maria répond que Béatrice est la coupable, mais Battler refuse d'accepter cette explication. Alors que les enfants se disputent, Natsuhi les barricade dans la salle. Cette dernière sort dans le hall et exige à Béatrice de se montrer. Le temps que tout le monde réussisse à défoncer la porte, ils aperçoivent Natsuhi tomber raide, s'étant à première vue suicidée. Des papillons dorés remplissent bientôt la salle et les derniers survivant sont tués. Plus tard, Battler, Maria, Jessica, George, Shannon et Kannon se retrouvent dans une salle de thé, bien vivants et plaisantant sur le fait qu'ils auraient dû résoudre l'épitaphe plutôt que d'essayer de trouver le meurtrier. Cependant, tout le monde, excepté Battler, est convaincu que le coupable est une sorcière. Quand Battler insiste à dire que tout ce qui est arrivé aurait pu être perpétré par un humain, il est confronté à Béatrice elle-même, qui défie Battler de prouver que la magie n'a rien à voir avec les meurtres. Plus tard, Béatrice discute du jeu qu'elle a mis en place avec une sorcière rivale, Bernkastel, qui a l'intention de prêter ses pouvoirs à Battler pour l'aider. |                                           |                |                                 |                       |
| 06 | Episode II-I Milieu de partie             |                | Episode II-I Middle Game        | 6 août 2009           |
| Après l'une des réunions familiale de 1984, Shannon avoue à Jessica qu'elle est amoureuse de George. Cependant, Eva mentionne que George va prendre part à un mariage arrangé afin d'éloigner Shannon. Déprimée, Shannon demande de l'aide à Béatrice, qui apparaît et conclut un marché avec elle : si Shannon brise le miroir qui se trouve dans le petit sanctuaire de l'île et qui limite ses pouvoirs, Béatrice utilisera ses pouvoirs pour permettre l'amour entre Shannon et George en retour. Shannon refuse en premier lieu, mais en 1985, elle succombe à la tentation et détruit le miroir. En 1986, Jessica confie à Shannon qu'elle est amoureuse de Kanon. Jessica arrive à convaincre Kanon de l'accompagner au festival de son lycée, où Kanon reste perplexe à la vue d'une personnalité de Jessica qu'il ne connaissait pas. Cependant, il refuse d'entrer dans une relation avec Jessica, affirmant que des humains et des meubles ne sont pas fait pour aller ensemble. Quand il se confronte à Béatrice et l'accuse de jouer avec les émotions des gens, Béatrice se contente de ricaner et d'affirmer que quoi qu'il arrive, ses pouvoirs lui reviendront et le chemin vers la Terre dorée s'ouvrira. |                                           |                |                                 |                       |
| 07 | Episode II-II Le coup précoce de la reine |                | Episode II-II Early Queen Move  | 13 août 2009          |
| Battler et Béatrice commencent leur débat confrontant la logique à la magie alors que la réunion de la famille Ushiromiya sur l'île pour leur conférence annuelle commence. Cependant, cette fois, Béatrice apparaît dans le monde réel en tant qu'invitée importante, mais toutefois anonyme. Pendant la journée, Maria est laissée seule dans leur jardin par sa mère, en punition de constamment parler de Béatrice. Quand Rosa revient pour protéger Maria de la tempête qui arrive, Béatrice apparaît devant eux et tend une enveloppe à chacune d'elles. Pendant ce temps, Shannon découvre les intentions malsaines de Béatrice et décide de lui résister. Plus tard, lorsque George fait sa demande en mariage, Shannon accepte immédiatement. Pendant le dîner, les enfants de Kinzo découvrent que leur invitée est Béatrice et finissent par accepter le fait qu'elle soit une sorcière. |                                           |                |                                 |                       |
| 08 | Episode II-III Case faible                |                | Episode II-III Weak Square      | 20 août 2009          |
| Krauss, Eva, Rudolf et leurs conjoints sont portés disparus et les invités restant découvrent que la porte de la chapelle est fermée à clef, avec une inscription dessus. Rosa trouve la clef de la chapelle dans l'enveloppe que Béatrice a donnée à Maria, tout le monde entre ainsi dans la chapelle pour trouver les disparus morts à l'intérieur, ainsi qu'une partie de l'or caché de Kinzo. Après s'être séparés des autres, Jessica et Kanon sont pris en embuscade par Béatrice, qui invoque son armée de Gardiens-Chèvres. Kanon se débarrasse des ennemis jusqu'à ce que Béatrice invoque deux Pieux du Purgatoire, Asmodeus et Satan, qui tuent Jessica et Kanon. Dans le méta-monde, Battler et Béatrice marquent une pause dans leur jeu pour déterminer comment les six premières victimes ont pu être tuées dans une salle à huis clos. Battler commence à faire plusieurs théories, mais Béatrice contre la plupart d'entre elles, en utilisant du texte rouge pour dire la vérité. Cependant, Battler arrive à prendre court Béatrice en théorisant que le coupable aurait pu prendre la clef de l'enveloppe, enfermer les corps dans la salle et enfin remettre la clef dans l'enveloppe. Béatrice félicite Battler, mais reste convaincue qu'il finira par se soumettre. |                                           |                |                                 |                       |
| 09 | Episode II-IV Enfilade                    |                | Episode II-IV Skewer            | 27 août 2009          |
| Les invités trouvent le corps de Jessica dans sa chambre fermée à clef, mais celui de Kanon est introuvable, ayant été déplacé par Béatrice. Après que la suggestion que Kanon a tué Jessica a été mise à l'écart, étant donné que ce dernier avait donné son passe-partout à Jessica, les autres servants deviennent les suspects les plus probables. Pendant ce temps, Battler est incapable de trouver un moyen d'expliquer le crime en considérant les serviteurs comme innocents. Rosa demande à ceux ne faisant pas partie de la famille de se retirer, soient les serviteurs et Nanjo, en espérant les utiliser pour appâter le coupable. Plus tard, les serviteurs tombent sur Kanon, sévèrement blessé mais apparemment toujours vivant, qui leur dit que celle qui l'a attaqué était Rosa. Cependant, il est rapidement découvert que ce Kanon est un faux créé par Béatrice. Le faux Kanon attaque alors les personnes présentes, tuant Nanjo et Kumasawa avant d'être détruit par les autres serviteurs. |                                           |                |                                 |                       |
| 10 | Episode II-V Acceptation                  |                | Episode II-V Accept             | 3 septembre 2009      |
| Les serviteurs tentent d'expliquer aux autres ce qui s'est passé, mais quand ils retournent dans la salle où Nanjo et Kumasawa ont été tués, leurs corps ont disparu. Dans l'espoir d'avoir la confiance de Rosa, les serviteurs confient leurs passe-partout à cette dernière. Cependant, toujours douteuse, Rosa demande une fois de plus aux serviteurs de se retirer, mais cette fois George décide de les accompagner, refusant de laisser Shannon à la merci du meurtrier. Découragé par la paranoïa de Rosa et ne souhaitant pas suspecter sa famille et ses amis, Battler commence à accepter Béatrice comme une sorcière. Pendant ce temps, les serviteurs et George prennent connaissance du miroir que Shannon a détruit et se souviennent que Natsuhi possédait un miroir similaire, qui pourra selon eux leur être utile. George, Shannon et Gohda récupèrent la clef de la chambre de Natsuhi sur son cadavre, mais ils sont ensuite poursuivis par Béatrice et ses meubles sur le chemin du retour. Les trois arrivent dans la chambre de Natsuhi, mais Gohda est tué par Béelzébub alors qu'il tentait de bloquer la porte de la chambre, permettant ainsi à Béatrice de se confronter directement à George et Shannon. |                                           |                |                                 |                       |
| 11 | Episode II-VI Mat du couloir              |                | Episode II-VI Back Rank Mate    | 10 septembre 2009     |
| Aidée du pouvoir du miroir de Natsuhi, Shannon tente de se défendre elle et George, mais ils finissent tous les deux par être tués par Béatrice. Les survivants restants trouvent les cadavres de Nanjo et de Kumasawa, puis ceux de George, Shannon et Gohda. Rosa commence à suspecter Battler lorsqu'ils découvrent une nouvelle lettre, mais Battler et Maria accusent Béatrice. Rosa et Maria partent chercher l'un des lingots d'or qui se trouvent dans la chapelle, laissant Genji diriger Battler devant Béatrice elle-même. En échange d'explications sur la façon dont Béatrice a utilisé sa magie pour commettre les crimes, Battler est soumis et humilié par la sorcière avant d'être tué par ses gardiens-chèvres en même temps que Kinzo. Rosa et Maria sont aussi prises en embuscade par les gardiens-chèvres et tuées alors qu'elles tentaient de s'enfuir. Dans la salle de thé, ou le Purgatoire, Béatrice torture Rosa pour l'obliger à l'accepter en tant que sorcière en lui faisant avaler des parties des corps de Krauss, Eva, Rudolf et Maria. Elle continue jusqu'à ce que Battler l'arrête, ayant récupéré sa volonté de combattre. Après cela, Béatrice révèle à Bernkastel qu'elle est consciente que cette dernière a interféré dans le jeu. Elles sont ensuite rejointes par une autre sorcière, Lambdadelta, qui souhaite participer à la prochaine partie du jeu de Béatrice au côté de cette dernière. |                                           |                |                                 |                       |
| 12 | Episode III-I Roque                       |                | Episode III-I Castling          | 17 septembre 2009     |
| Il y a de cela plusieurs années, la jeune, alors humaine, Béatrice rencontre son prédécesseur, la Sorcière Dorée "Béatrice", et devient son apprentie. De retour en 1986, Eva a des visions récurrentes d'elle-même étant plus jeune, affirmant posséder des pouvoirs magiques qui lui permettront de prendre la tête de la famille. Maria reçoit une lettre de la part de Béatrice, qui a désormais récupéré suffisamment de pouvoir pour invoquer son majordome Ronove, et la lit pendant le dîner. En discutant du contenu de la lettre et de son auteur entre eux, les adultes de la famille parlent d'une rumeur stipulant l'existence d'une maîtresse de Kinzo, une femme appelée Béatrice, qui aurait vécu dans la forêt de l'île il y a trente ans. Battler se met alors à développer une théorie selon laquelle cette femme vivrait encore sur l'île. Cependant, Rosa avoue à ses frères et sœurs qu'elle a elle-même tué Béatrice. |                                           |                |                                 |                       |
| 13 | Episode III-II Gambit                     |                | Episode III-II Gambit           | 24 septembre 2009     |
| Rosa raconte les circonstances de sa rencontre avec la Béatrice confinée dans un manoir caché sur l'île, Kuwadorian, il y a vingt ans. Elle raconte comment elle l'a aidée à s'enfuir, pour finir par la voir tomber d'une falaise accidentellement et mourir. Béatrice confirme à Battler qu'elle est vraiment morte en tant qu'humaine et qu'il n'y a pas plus de 18 personnes sur l'île, obligeant ainsi Battler à se résoudre à considérer ses proches en tant que coupables potentiels. Genji, Shannon et Kanon sont plus tard appelés dans le bureau de Kinzo, où ils voient alors Béatrice tuer Kinzo en tant que premier sacrifice. Kanon s'oppose aux Sept Sœurs du Purgatoire, réussissant à vaincre Lucifer dans un duel, mais lui et Shannon finissent par être submergés par leurs ennemis qui les attaquent alors tous en même temps. Afin de mettre fin à leurs souffrances, Genji met fin à leurs vies de ses propres mains, avant de subir de même sort de la main de Ronove. Les Sœurs parcourent le manoir à la recherche de nouvelles victimes et tuent Gohda sur le chemin. Elles rencontrent aussi Kumasawa, qui affirme qu'elle était en train d'attendre Béatrice. Béatrice révèle que Kumasawa était son prédécesseur et maître, l'ancienne Béatrice. |                                           |                |                                 |                       |
| 14 | Episode III-III Plan                      |                | Episode III-III Positional Play | 1er octobre 2009      |
| Béatrice et son prédécesseur s'engagent dans une bataille magique qui se termine par la victoire de Béatrice qui gagne grâce à une attaque par surprise. Battler est déconcerté par ce spectacle mais retrouve son calme lorsque l'ancienne Béatrice, sous le nouveau nom de Virgilia, réapparaît et lui donne des conseils pour contrer les affirmations de Béatrice, lui permettant ainsi de nier que cette bataille de sorcière ait eu lieu. Dans le monde réel, les adultes découvrent les corps de Kinzo et des serviteurs, chacun d'eux enfermés dans une salle fermée à clef différente, contenant chacune la clef de la salle suivante, formant ainsi un grand huis clos. Grâce à l'assistance de Virgilia, Battler pose la théorie que l'une des six victimes est le meurtrier qui a créé cinq des huis clos, puis qui est mort dans un accident dans la sixième salle. Battler force ainsi Béatrice à lui céder ce tour. Pendant ce temps, Eva, poussée par sa vision d'elle-même plus jeune, résout l'épitaphe de Béatrice et découvre l'or caché de Kinzo. |                                           |                |                                 |                       |
| 15 | Episode III-IV Pion isolé                 |                | Episode III-IV Isolated Pawn    | 8 octobre 2009        |
| Rosa découvre qu'Eva a trouvé l'or et cette dernière part alors discuter du partage de l'or avec ses frères et sœurs. Cependant, la jeune Eva refuse de partager l'or et se met l'écart, s'autoproclamant alors chef de la famille Ushiromiya. Reconnaissant l'exploit de la jeune Eva, Béatrice apparaît et la nomme la nouvelle Béatrice, que Battler estime être un alter-ego de la vraie Eva. Plus tard, l'Eva adulte tombe malade. Rosa emmène une Maria pleurnicheuse dehors pour épargner à Eva une crise de nerf. Rosa et Maria sont soudainement attaquées par Eva-Béatrice, qui s'amuse alors à les tuer et à les ressusciter plusieurs fois de suite de manière extravagante. Béatrice prend du plaisir à regarder la scène, mais elle finit par rendre Battler furieux, qui refuse alors de continuer la partie avec elle. Déprimée, Béatrice se confronte à Eva-Béatrice et tue une bonne fois pour toutes Rosa et Maria, demandant alors à son successeur d'agir de manière plus digne à l'avenir. |                                           |                |                                 |                       |
| 16 | Episode III-V Case de couronnement        |                | Episode III-V Queening Square   | 15 octobre 2009       |
| Après avoir découvert les corps de Rosa et de Maria, Rudolf, Kyrie et Hideyoshi vont au manoir pour récupérer de la nourriture, mais là-bas, ils sont piégés par Eva-Béatrice. Deux Pieux du Purgatoire, Léviathan et Belphégor, sont invoqués pour tuer Rudolf et Kyrie, mais ces derniers arrivent à bout de leurs ennemis. Eva-Béatrice invoque alors des meubles plus puissants, les Sœurs Siesta, qui parviennent à en finir avec Rudolf et Kyrie. Hideyoshi se confronte à Eva-Béatrice et essaye de la ramener à la raison, mais cette dernière le tue également. Béatrice réprimande Eva-Béatrice pour avoir ignorée ses conseils, mais Eva-Béatrice n'y prend pas compte, reprochant à Béatrice d'essayer d'agir plus dignement seulement pour retrouver les bonnes grâces de Battler dans le méta-monde. Battler finit par être convaincu revenir dans le jeu, mais refuse toujours de pardonner Béatrice. Pendant ce temps, Virgilia rencontre Béatrice et l'encourage à être plus passive si elle veut que Battler accepte l'existence des sorcières. |                                           |                |                                 |                       |
| 17 | Episode III-VI Promotion                  |                | Episode III-VI Promotion        | 22 octobre 2009       |
| Battler décide de donner une autre chance à Béatrice de changer sa manière de procéder. Béatrice se rend alors dans le monde réel et va à la rencontre de George, qui se lamente toujours de la mort de Shannon, et elle lui propose de ramener Shannon à la vie. Malgré la perte de puissance de ses pouvoirs, elle réussit à ressusciter Shannon avec l'assistance de George. Eva-Béatrice se rend compte de cet évènement et tue George et Shannon peu de temps après leur réunion, en tuant aussi Krauss et Natsuhi au passage. Peu de temps après que les corps sont découverts, Jessica accuse Eva d'être la coupable. Eva panique et tire accidentellement une balle de son fusil en direction de Jessica. La balle ne touche pas cette dernière mais le coup de feu a eu pour effet de blesser ses yeux. Alors que Nanjo accompagnait Jessica dans une autre salle pour lui prodiguer un traitement, Jessica insiste pour qu'il retourne avec Battler pour le protéger, mais Nanjo est tué par Eva-Béatrice avant qu'il ne puisse le faire, laissant Jessica complètement sans défense. |                                           |                |                                 |                       |
| 18 | Episode III-VII Swindles                  |                | Episode III-VII Swindles        | 29 octobre 2009       |
| Béatrice ressuscite l'âme de Kanon pour Jessica et protège cette dernière d'Eva-Béatrice, frôlant alors la mort de peu. Avant qu'Eva-Béatrice ne l'achève, Battler l'invoque dans le méta-monde pour la défier. Avec l'aide de Béatrice, Battler développe la théorie qu'Eva est la coupable, mais il n'est pas capable d'expliquer comment Nanjo a pu être tué, puisque Jessica était aveugle et qu'il était avec Eva pendant tout ce temps. Battler est sur le point d'abandonner quand Béatrice utilise la vérité rouge pour renier l'existence des sorcières et détruire Eva-Béatrice, laissant alors une Eva mentalement instable tuer le reste des survivants et s'échapper de Rokkenjima vivante. Battler est ensuite envoyé à la Terre Dorée où Béatrice et Virgilia essayent soudainement de l'obliger à accepter l'existence des sorcières en lui faisant signer un contrat, révélant alors la mascarade de Béatrice. Cette dernière avait prétendu s'être remise en question simplement pour atteindre son but et elle suivait les conseils de Virgilia. Avant que les deux sorcières n'arrivent à soumettre Battler, Ange, la sœur de ce dernier, débarque et l'empêche de signer le contrat. Il est révélé qu'Ange a été envoyée par Bernkastel, qui l'aurait rencontrée douze ans dans le futur, pour commencer une nouvelle partie. Plus tard, Lambdadelta ordonne à Béatrice de continuer de gagner, de cette façon elle pourra être avec Bernkastel pour l'éternité. En 1998, une Eva souffrante et pleine de ressentiments lègue le nom de "Béatrice" ainsi que la tête de la famille Ushiromiya à Ange. Espérant découvrir ce qui est réellement arrivé à sa famille en 1986, Ange rencontre Bernkastel et accepte son offre pour sauver ses proches des mains de Béatrice. |                                           |                |                                 |                       |
| 19 | Episode IV-I Finale                       |                | Episode IV-I End Game           | 5 novembre 2009       |
| Entre 1986 et 1998, Ange mène une vie dure et isolée à l'académie St. Lucia, un pensionnat où Eva l'a envoyée. Entre les cours, Ange apprend la magie avec Maria, dont l'âme est restée vivante dans son vieux journal intime. Maria montre à Ange sa vie de tous les jours avec Rosa, cette dernière la laissant souvent seule à la maison avec Sakutaro, un lion en peluche que Rosa aurait fabriqué pour l'anniversaire de Maria, et auquel cette dernière a donné une âme. En 1998, Ange découvre qu'elle est pourchassée pour sa fortune par sa tante Kasumi, la sœur de Kyrie. Elle s'échappe alors avec l'aide de son garde du corps, Amakusa. Elle part alors pour Rokkenjima, où elle entre dans le méta-monde et devient l'alliée de Battler face à Béatrice, sous le surnom de « Gretel ». Pour rendre le jeu plus équilibré, Ange convainc Béatrice d'autoriser Battler d'utiliser la vérité bleue lorsqu'il émet ses théories. Pendant la nouvelle partie, de retour en 1986, Kyrie émet la théorie que Kinzo est déjà mort au début de la conférence, ce qui serait ainsi la raison pour laquelle Krauss et Natsuhi étaient les seuls à l'avoir vu, et qu'il n'y aurait donc que dix-sept personnes sur l'île. Battler adopte cette théorie et utilise la vérité bleue pour la concrétiser, cependant, après que Krauss et Natsuhi sont priés par Kyrie de prouver que Kinzo est vivant, Kinzo accepte de prendre part à la conférence familiale et met un terme à la dispute lui-même. |                                           |                |                                 |                       |
| 20 | Episode IV-II Zugzwang                    |                | Episode IV-II Zugzwang          | 12 novembre 2009      |
| Ange se retire brièvement du jeu de Béatrice pour se confronter au refus de Maria d'accepter le fait qu'elle était négligée par Rosa, mais Maria lui dit qu'elle se satisfait de l'amour apporté par Sakutaro à la place de sa mère. Béatrice décide de montrer à Ange comment elle a donné un corps humain à Sakutaro après avoir remarqué que Maria lui avait créé une âme. Elle lui donne aussi le nom de Sorcière des Origines et crée une alliance avec elle qu'elle appelle Mariage Sorcière. Ange relate le fait qu'elle aussi a été un membre de cette alliance et qu'elle a appris à invoquer les Sept Sœurs du Purgatoire, devenant particulièrement proche avec Mammon. Cependant, en 1998, elle a perdu sa capacité à utiliser la magie mais elle continue d'enquêter sur les meurtres de Rokkenjima. Avant de revenir dans le jeu, Ange se retrouve face à Lambdadelta, qui lui dit que si Battler vainc Béatrice, il retournera avec l'Ange de 1986 mais qu'elle, l'Ange du futur, restera seule. Elle propose alors à Ange de rester avec son frère pour toujours en s'assurant qu'il combatte Béatrice éternellement. |                                           |                |                                 |                       |
| 21 | Episode IV-III Prophylaxie                |                | Episode IV-III Prophylaxis      | 19 novembre 2009      |
| Pendant ses années passées à l'académie St. Lucia, Ange néglige ses études à cause de son mal-être, malgré la présence de Maria, Sakutaro et des Sœurs du Purgatoire pour la soutenir. Elle subit du harcèlement de la part de ses camarades de classe. Elle finit par être humiliée par elles après avoir échoué à un examen. Ange se retourne contre ses amis magiques et leur reproche leur impuissance à la défendre contre la résistance magique de ses camarades de classe. Elle les accuse alors d'être des illusions, ce qui incite Maria à l'expulser de l'alliance Mariage Sorcière. Dans le monde de son journal intime, Maria s'enferme accidentellement dehors avec Sakutaro en perdant la clef de la maison, alors que Rosa était en vacances avec son petit ami au lieu d'être au travail comme elle l'avait dit à Maria. Après avoir été confrontée aux services sociaux lors de son retour, Rosa lâche sa colère sur Maria et déchire Sakutaro, que Béatrice est incapable de ressusciter étant donné que la créatrice du réceptacle, Rosa, a renié son existence. Affolée, Maria demande à Béatrice de lui apprendre une magie qui lui permettrait de tuer sa mère et de venger Sakutaro. En 1998, Ange comprend finalement ce que Maria avait essayé de lui apprendre sur la magie et s'excuse auprès des Sœurs du Purgatoire et de Sakutaro, qu'elle est toujours capable d'invoquer, en espérant se repentir de ce qu'elle a fait à Maria. |                                           |                |                                 |                       |
| 22 | Episode IV-IV Enfant problématique        |                | Episode IV-IV Problem Child     | 26 novembre 2009      |
| Kinzo apparaît à la conférence familiale et accuse ses enfants d'être inaptes à lui succéder en tant que chef de la famille Ushiromiya. Décidant que ses petits-enfants pourraient être plus compétents, Kinzo invoque les Sœurs Siesta pour choisir les six premiers sacrifices de sa cérémonie visant à ramener Béatrice à la vie. Natsuhi, Eva, Hideyoshi, Rudolf, Rosa et Genji sont ainsi tués. Une partie des survivants, soient Krauss, Kyrie, Shannon, Kanon et Nanjo, sont emprisonnés dans le donjon de Kuwadorian par le démon Gaap. Dans le meta-monde, Maria se venge de Rosa en la torturant avec l'assistance de Béatrice, réalisant alors son vrai potentiel en tant que sorcière. Godha et Kumasawa, qui ont échappé au massacre et à l'emprisonnement, informent les enfants qui se trouvent dans la maison des hôtes de ce qui s'est passé. Ils reçoivent alors un appel téléphonique de la part des otages leurs demandant de rester dans la maisons des hôtes jusqu'à ce que Kinzo ait terminé les préparations pour les tests de ses petits-enfants concernant la succession de la tête de la famille. |                                           |                |                                 |                       |
| 23 | Episode IV-V Percée                       |                | Episode IV-V Breakthrough       | 3 décembre 2009       |
| En 1998, Ange interroge les familles des victimes de Rokkenjima et engage un marin pour l'amener à Rokkenjima. Elle trouve un sosie de Sakutaro pendant ses recherches et comprend que Sakutaro n'était pas unique et que Rosa avait menti à Maria. En 1986, les cousins sont informés du test préparé par Kinzo par les otages qui se trouvent dans le donjon de Kuwadorian. Il leur est aussi demandé d'enfermer Gohda et Kumasawa dans l'entrepôt pour éviter qu'ils n'interfèrent. Jessica et George sont individuellement testés par Ronove et Gaap respectivement. Il leur est demandé de choisir les prochaines victimes : eux-mêmes, les personnes qu'ils aiment (Shannon pour George et Kanon pour Jessica) ou tous les autres. Jessica se choisit elle-même pour le bien de Kanon, afin qu'il puisse profiter au mieux de sa vie, alors que George choisit tous les autres, étant prêt à aller aussi loin pour que son amour pour Shannon soit accepté. Cependant, ne souhaitant pas abandonner les otages qui sont dans le donjon, Jessica et George s'engagent dans un combat contre leur démon respectif. |                                           |                |                                 |                       |
| 24 | Episode IV-VI Ajournement                 |                | Episode IV-VI Adjourn           | 10 décembre 2009      |
| Jessica et George sont sur le point de porter leur coup final sur leur ennemi respectif quand Gaap téléporte les deux cousins l'un devant l'autre, les tuant tous les deux à cause de la collision de leurs attaques améliorées par la magie. Ressuscitée temporairement par Ronove, Jessica appelle Battler à la maison des hôtes pour le mettre en garde de la magie de leurs ennemis. Pendant ce temps, les otages parviennent à s'échapper du donjon de Kuwadorian, mais sont tués un par un sur le chemin du manoir jusqu'à ce qu'il ne reste plus que Kyrie. Avant qu'elle ne soit elle-même tuée, Kyrie appelle Battler et lui demande de croire aux sorcières. Plus tard, alors que Maria est envoyée passer son propre test, Battler reçoit un autre appel, cette fois de la part de Béatrice, cette dernière ayant été ramenée à la vie grâce à la cérémonie de Kinzo. Battler part alors se confronter à Béatrice, découvrant alors Gohda et Kumasawa morts dans l'entrepôt sur le chemin. Béatrice confronte Battler à son test : se souvenir du crime qu'il a commis il y a six ans. Cependant, Battler n'a aucune idée de ce que cela veut dire, provoquant la frustration de Béatrice qui tue Kinzo spontanément pour calmer sa colère. Ayant perdu son intérêt pour le jeu, Béatrice décide de l'abandonner en jugeant Battler inapte à être son adversaire. Elle lui révèle que sa mère naturelle n'était pas Asumu, la première femme de Rudolf, comme il le croyait. Elle affirme alors qu'il n'est pas le Battler petit-fils de Kinzo, le seul qui aurait été apte à la combattre. Se posant des questions sur sa propre identité, Battler disparaît. Quant à Béatrice, elle se retire pour aller dans la Terre Dorée récemment ouverte avec Maria.                        |                                           |                |                                 |                       |
| 25 | Episode IV-VII Coup forcé                 |                | Episode IV-VII Forced Move      | 17 décembre 2009      |
| En 1998, Ange arrive à Rokkenjima et continue seule avec Mammon et Sakutaro. Elle est alors prise en embuscade par Kasumi et ses hommes, qui se mettent à la battre et à la ridiculiser sans retenue. Ils détruisent le journal intime de Maria. S'étant rendu compte que Kasumi était manipulée par l'esprit d'Eva-Béatrice, Ange invoque miraculeusement les Sœurs du Purgatoire malgré l'importante résistance à la magie qui l'entoure, tuant alors Kasumi et ses hommes. Avant de disparaître, Eva-Béatrice ressuscite l'Eva humaine morte pour tuer Ange, mais Mammon détruit son fusil, permettant à Ange de tuer Eva. Ange rencontre ensuite Bernkastel, qui confirme qu'elle n'est qu'un pion dans le jeu qui confronte Battler à Béatrice. Toutefois, Ange reste déterminée à sauver sa famille. |                                           |                |                                 |                       |
| 26 | Episode IV-VIII Sacrifice                 |                | Episode IV-VIII Sacrifice       | 24 décembre 2009      |
| Ange pénètre dans la Terre Dorée où elle réunit Maria et Sakutaro et oblige Béatrice à reprendre la partie. Cependant, Battler a perdu son âme à cause de son incertitude sur sa propre identité. Désespérée de le ramener, Ange confirme son aptitude à être le petit-fils de Kinzo et lui révèle sa véritable identité. Elle réussit ainsi à le ramener à la vie, mais ayant enfreint la règle de garder son identité secrète, Ange meurt. Avec la motivation renforcée de Battler et le fait que Béatrice ait réalisée qu'elle ne peut pas s'échapper du jeu, ces derniers s'engagent dans une dernière confrontation, opposant la vérité bleue de Battler à la vérité rouge de Béatrice. L'esprit de Kinzo apparaît pour protéger Béatrice, mais Battler le fait disparaître en confirmant sa mort non seulement au début de la quatrième partie, mais aussi dans toutes les parties précédentes. Béatrice confirme alors en rouge qu'il n'y a en fait pas plus de dix-sept personnes sur Rokkenjima. Néanmoins, Battler réussit à expliquer les quatre parties du jeu avec sa logique, transperçant Béatrice de sa vérité bleue, mais ne parvenant pas à la tuer. Souffrant des attaques de Battler et étant lasse du jeu, Béatrice supplie Battler de l'achever, elle lui présente alors le dernier mystère qu'elle est capable de donner : puisque Battler est la dernière personne vivante sur l'île, mais que Béatrice est encore là pour le tuer, cette dernière lui demande alors "Qui suis-je ?". Comprenant la détresse de Béatrice, Battler promet de résoudre son dernier mystère et mettre fin à ses souffrances. Cependant, c'est sans compter Bernkastel et Lambdadelta qui ont l'intention de garder Béatrice dans le jeu, la torturant ainsi pour l'éternité.              |                                           |                |                                 |                       |

| Sommaire : | - Haut - Episode I-I - Episode II-I - Episode III-I - Episode IV-I |